# 素敵な夜、ボクにください
『素敵な夜、ボクにください』（すてきなよるボクにください）は日本の映画作品。2007年2月24日全国公開。
カーリングをテーマにした、日本人女性と韓国人男性のラブストーリー。舞台となった青森でロケが行われた。

## キャスト
- 木村いづみ - 吹石一恵
- イ・ジンイル/カン・スヒョン（二役） - キム・スンウ
- 山本裕子 - 占部房子
- 木村ひかり - 関めぐみ
- 沢谷聡子 - 枝元萌
- リ・サンウ - 金守珍
- パク・ファンソク - 飛坂光輝
- 浩太 - 八戸亮
- 井上ミキ - 三津谷葉子
- 岡田社長 - 岡本麗
- 猪股警部 - 山田辰夫
- 木村清美 - 木野花

## スタッフ
- 監督 - 中原俊
- 脚本 - 黒沢久子、祢寝彩木
- 音楽 - 遠藤浩二
- 主題歌 - 広瀬香美「サプライズ未来」
- 特別協賛 - 六ヶ所地域振興開発
- 協賛 - 大韓航空
- 企画 - 小澤俊晴
- 製作委員会 - エスピーオー、ビクターエンタテインメント、スカパー・ウェルシンク、プログレッシブ・ピクチャーズ
- 配給 - エスピーオー、プログレッシブ・ピクチャーズ
- 上映時間：104分